# Sälgholms strömmen
Sälgholms strömmen är ett sund i Finland. Det ligger i Nagu i landskapet Egentliga Finland, i den södra delen av landet, 180 km väster om huvudstaden Helsingfors.
Sälgholms strömmen ligger mellan Håkonö i norr och Sälgholm i söder. Tillsammans med Långholms strömmen söder om Sälgholm binder den samman Nötö fjärden i väster med Österfjärden i öster.